# تسجيع

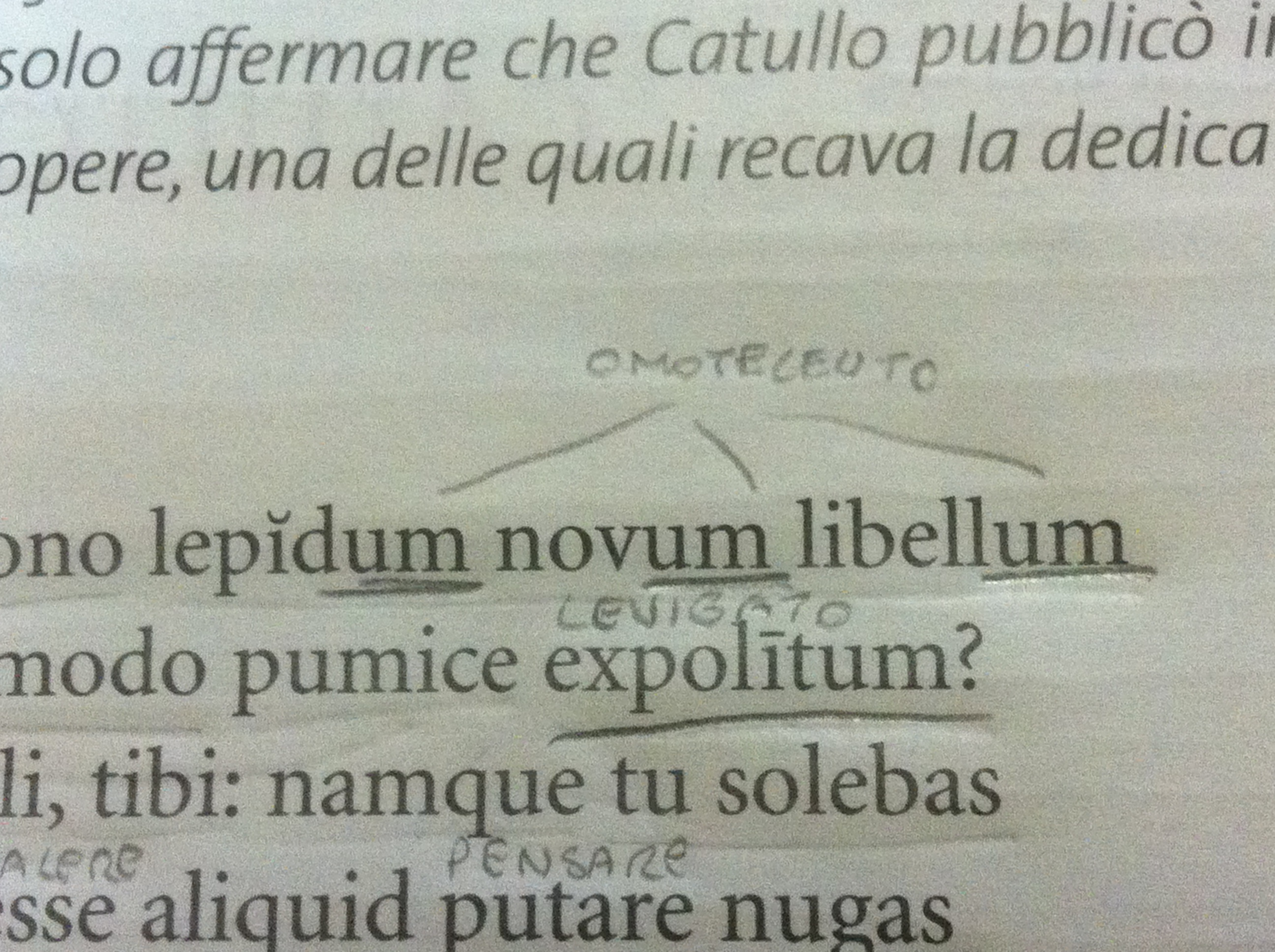

التسجيع (هوميوتِليوتُن، باليونانية ὁμοιοτέλευτον) أي نهاية متشابهة هو توافق الفواصل في الحرف الأخير من نهايات الكلمات. يعني أن تكون القافية مرويّة في كلام الشاعر أو المتكلّم، ولكن دون موجب وزن بقيّة الأجزاء بزنة عروضيّة. والفرق بينه وبين التّسميط كون أجزاء هذا الأخير تكون مقسّمة على أجزاء عروضية مقفاة على غير روي القافية.